# Fjärsing

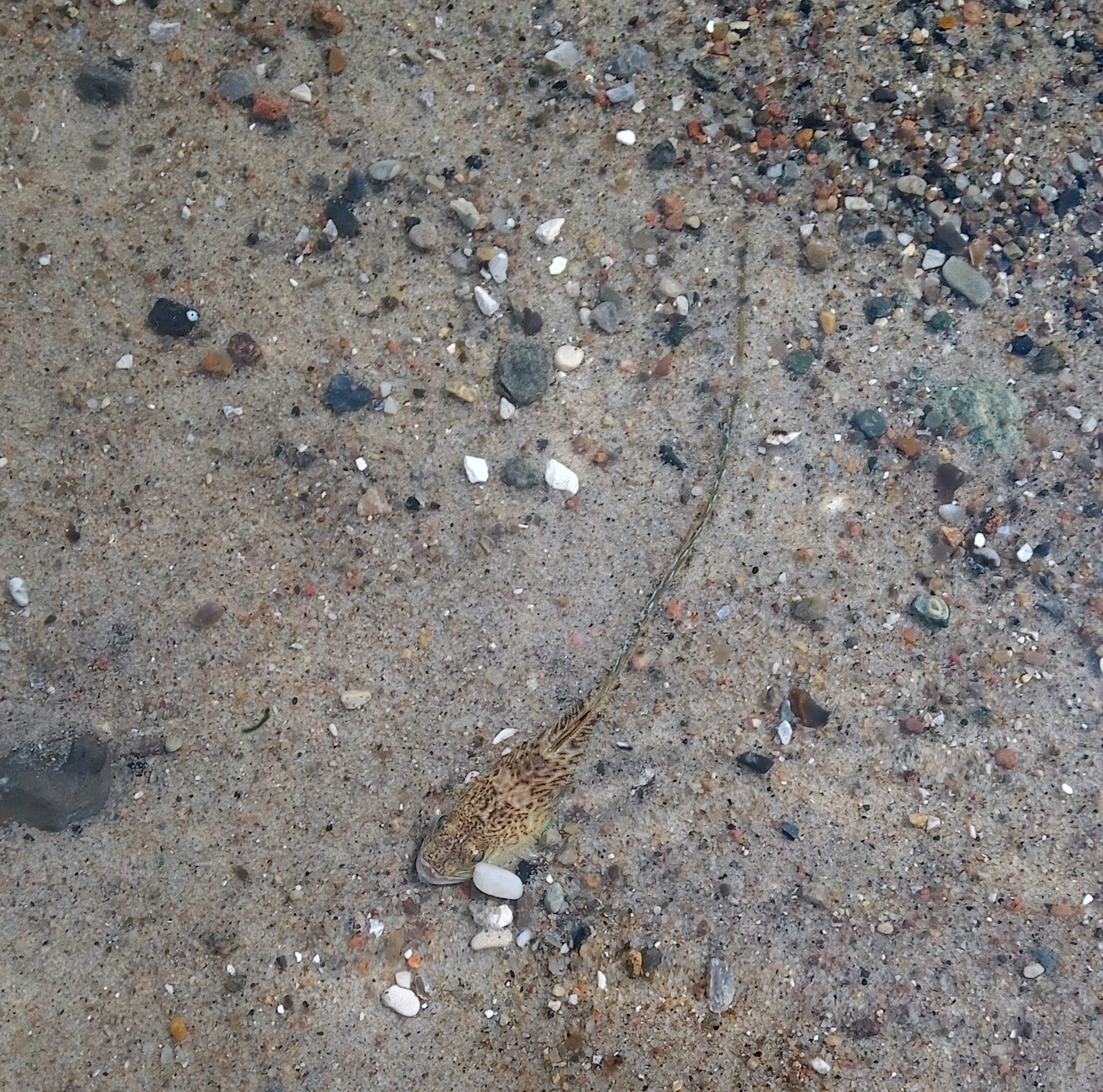
En nergrävd Fjärsing.

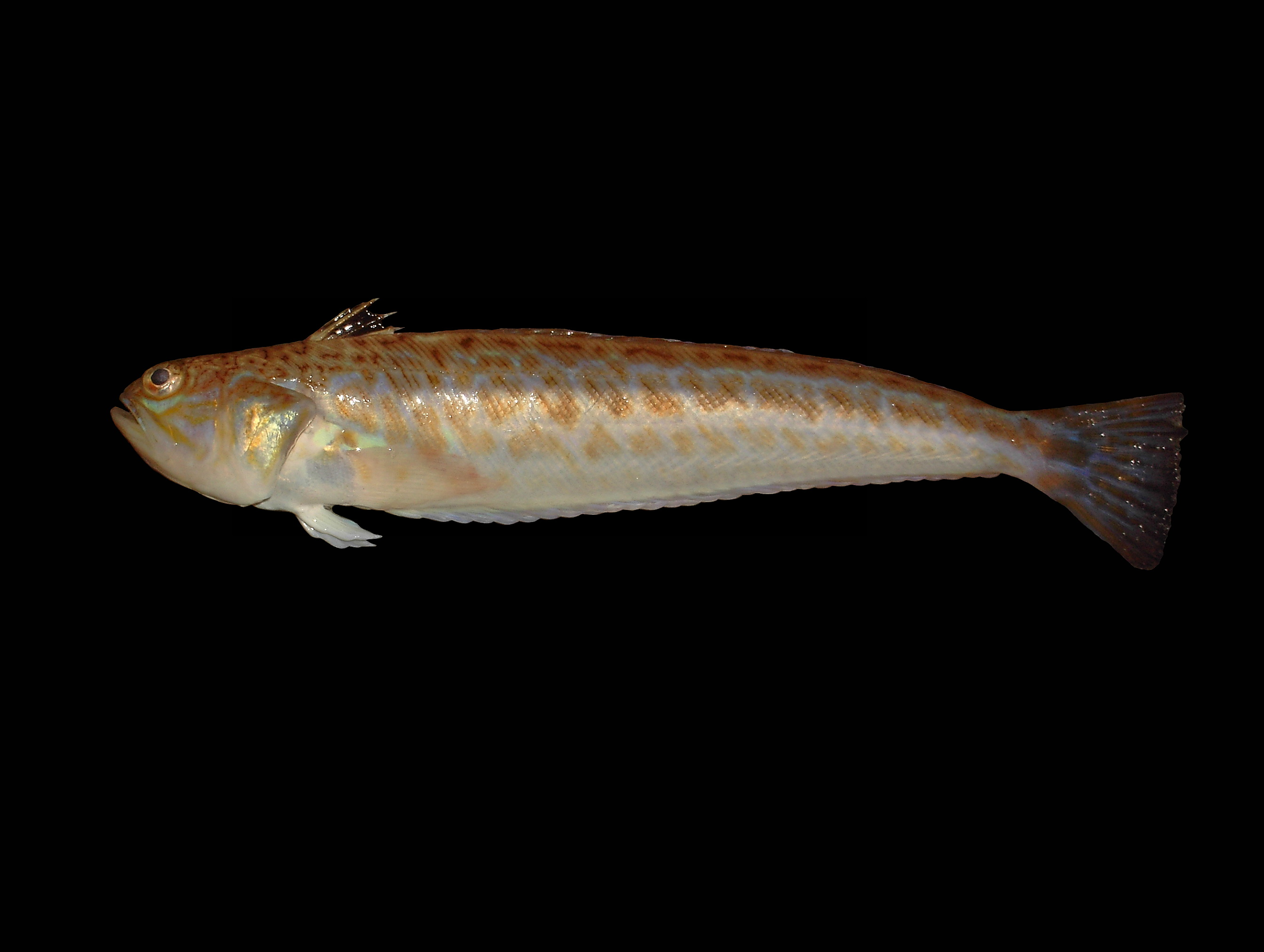
Fjärsing.

Fjärsing (Trachinus draco), även färsing och fjäsing, är en fiskart tillhörande ordningen abborrartade fiskar.

## Utseende
Kroppen är långsmal och ihoptryckt. Den kan bli upp till 53 cm lång och väga 1,8 kg (vanligtvis mindre). Färgen är grön till gröngul och brun, ofta med blå till svarta tecken. Den har två ryggfenor. Den främre är liten, med giftiga fenstrålar. Det finns även en giftig tagg på gällocken. Giftet är oftast inte dödligt för människan, men vållar svåra smärtor.

## Vanor
Fjärsingen föredrar sandiga eller gyttjiga bottnar på ned till 100 meters djup, där den oftast ligger nergrävd i bottenmaterialet och lurar på byten som småfisk, räkor och andra mindre kräftdjur samt maskar. Under natten kan den dock simma omkring och aktivt söka efter byte.
Varma somrar är det vanligt att den finns på grunda sandbottnar, sandstränder. Blir den skrämd gräver den sig bara lite längre ner, vilket gör att badande kan trampa på dess taggar flera gånger.
Arten föredrar annars områden med sjögräs, i Medelhavet till exempel med Posidonia oceanica.

## Utbredning
Sällsynt i södra Östersjön; vidare längs Sveriges västkust och Norges sydkust, kring Storbritanniens och Irlands kuster samt söderut från danska kusten längs östra Atlantkusten ner till Medelhavet och västra Nordafrika. Finns även kring Madeira och i Svarta havet. 

## Fortplantning
Fjärsingen leker under sommaren. Äggen är pelagiska, liksom ynglen. De äldsta infångade exemplaren i Svarta havet har varit mellan 5 och 6 år gamla och en fjärsing i Kattegatt var 14 år gammal.

## Gift
Fjärsingen har gifttaggar som sitter på gälarna och på den främre ryggfenan. Giftinjektionen utlöses automatiskt i försvarssyfte vid beröring av fisken. Därefter fylls aktuell gifttagg omedelbart på igen. Även döda fiskar har gift i taggarna.
Olyckstillbud inträffar oftast i samband med att fisken avlägsnas ur nät men det händer också att badande råkar trampa på fisken.

### Symtom
Främsta symtomet är en lokal reaktion på skadeområdet med omedelbar, intensiv smärta, svullnad och missfärgning av huden. Obehandlad kan smärtan kvarstå i ett dygn. Svullnaden kan kvarstå i veckor och i enstaka fall i månader. Också allmänna symtom såsom huvudvärk, yrsel, frossa, svettningar och illamående förekommer. Bakteriell infektion är möjlig komplikation.

### Behandling
Som behandling rekommenderas högläge, undvikande av rörelser samt att spola den påverkade kroppsdelen med så varmt vatten som man tolererar under 30–60 minuter, då giftet är värmekänsligt. Det kan även vara motiverat med stelkrampsprofylax och i undantag behövs antidot med immunserum. 

## Ekonomiskt värde
Fjärsingen är en uppskattad matfisk som tas som bifångst vid trålfiske.